# یوزف بائو
یوزف بائو (عبری: יוסף באו‎؛ ۱۳ ژوئن ۱۹۲۰ – ۲۴ مهٔ ۲۰۰۲) یک نقاش، تصویرگر، طراح، کاریکاتوریست، شاعر، و پویانما اهل لهستان بود.
وی یکی از بازماندگان اردوگاه کار اجباری کراکوف-پلاشوف است. بخشی‌های از زندگی او ماجرای عشق و ازدواجش در فیلم فهرست شیندلر به تصویر کشیده شده‌است.